# Packet writing
Packet writing (paketový zápis) je způsob ukládání dat na disk, umožňující využití CD nebo DVD média jako diskety. Dovoluje uživateli zapisovat na disk přes souborový systém (Unix, Linux, Mac OS), nebo přes Tento Počítač (Windows). Bez software umožňujícího Packet Writing je nutno CD tzv. vypalovat přes specializovaný program. (Čtení z CD se provádí přes souborový systém v obou případech).
Packet writing může být použit jak s médii určenými pouze pro zápis (CD-R, DVD+R a DVD-R) tak i s přepisovatelnými médii (CD-RW, DVD-RW a DVD+RW). Přirozeně zapisovací média (R) nemohou již zabrané místo znovu využít. Smazané soubory neuvolní místo na disku, a editace již uložených souborů si na disku vyžádá další místo. Ve chvíli, kdy je zbylé místo na disku vyčerpáno, už další úpravy obsahu nejsou možné. Přepisovatelná média (RW) mohou toto místo znovu využít. Stinná stránka technologie je, že po nějaké době média ztrácí schopnost čtení, není patrný rozdíl mezi krystalickou a amorfní strukturou. Ve většině případů formátované médium ztrácí tuto vlastnost dříve, než neformátované. Lidé, kteří spoléhají na to, že mohou disk velmi často přepisovat, po čase zjišťují, že jejich data zmizela. Může se stát, že disk bude po opětovném zformátování fungovat dále, záleží to ale na konkrétním kusu a délce používání.
Celkový počet přepisů média (přesněji, konkrétního sektoru na médiu) je také omezen, a to v řádu tisíců. Zatímco pro běžné využití to je dostatečné, paketový zápis vyžaduje častější přepisování metadat a tím snižuje životnost disku. Proto je téměř vyloučeno použít na RW souborové systémy používané na klasických pevných discích, kde použitá záznamová technika magnetizace částí záznamové vrstvy umožňuje milióny přepisů (podobně jako u většiny magnetických médií). DVD-RAM umožňuje desítky tisíc až stovky tisíc podle rychlosti.
Vyvinuto bylo několik soupeřících a nekompatibilních formátů, jmenovitě například Roxio Direct CD, Nero InCD a Sonic Solutions Drive Letter Access. Mezi navrženými standardy je i UDF 1.5 a Mount Rainier.